# Cleoxestus luteipictus
Cleoxestus luteipictus is een hooiwagen uit de familie Assamiidae.